# Randy Wiel
Randy Wiel (Curaçao, 21 april 1951) is een voormalig Nederlands basketballer en huidige basketbalcoach. Wiel is geboren op de Nederlandse Antillen waar hij van 1969 tot 1975 politieagent was.

## Carrière als speler
Tussen 194 en 1970 deed Wiel aan zwemmen en atletiek. In 1968 tot 1970 werd Wiel kampioen met het basketbalteam van het St Thomascollege op Curaçao. Dit team ruilde hij in voor team Ritz op Aruba, welke tussen 1971 en 1973 kampioen werd. Van 1973 tot 1974 speelde Wiel voor basketbalteam Beverly Hills in de competitie van Venezuela. In 1975 emigreerde Wiel naar de VS om voor het college-team van de Universiteit van North Carolina te Chapel Hill basketbal te gaan spelen. Daarmee werd hij in 1977 tweede in het NCAA toernooi. Na vier jaar verhuisde hij naar Nederland om voor BV Amstelveen te gaan spelen. In 1982 verruilde Wiel Amstelveen voor Elmex Leiden. In 1985, na ook 5 jaar voor het Nederlands basketbalteam in 53 interlands gespeeld te hebben hield hij het voor gezien.

## Carrière als trainer
In 1988 vertrok Wiel naar North Carolina, zijn oude college, om assistent-trainer te worden. Na drie jaar werd Wiel gevraagd als bondscoach, een positie die hij tot 1993 vervulde. Gedurende deze periode coachte hij 26 wedstrijden.  Hierna ging hij weer terug naar de VS, ditmaal om hoofdtrainer te worden van UNCA. Na drie jaar bij UNCA was hij zes jaar lang coach van het college-team van Middle Tennessee in Murfreesboro. Van 2002 tot 2004 was Wiel scout van de Los Angeles Lakers. In 2004 vertrok Wiel weer naar Nederland, ditmaal om hoofdcoach te worden van EiffelTowers Nijmegen. Dit team verhuisde in 2005 naar Den Bosch en Wiel verhuisde mee. Halverwege het seizoen 2008/2009 stopte Wiel als hoofdcoach maar ging hij verder als manager van de opleidingsschool. In 2011 keerde Wiel terug in de Eredivisie als coach van Rotterdam Basketbal College, waar hij na twee seizoen vertrok vanwege gezondheidsproblemen.